# Tecominoacán
Tecominoacán es una localidad del municipio de Huimanguillo ubicado en la subregión de la Chontalpa del estado mexicano de Tabasco.

## Geografía
La localidad de Tecominoacán se sitúa en las coordenadas geográficas 17°55′11″N 93°33′45″O / 17.919722, -93.562500, a una elevación de 17 metros sobre el nivel del mar.

## Demografía
Según el Conteo de Población y Vivienda 2020, efectuado por el Instituto Nacional de Estadística y Geografía, la localidad de Tecominoacán tiene 2,747 habitantes, de los cuales 1,426 son del sexo masculino y 1,321 del sexo femenino. Su tasa de fecundidad es de 2.47 hijos por mujer y tiene 666 viviendas particulares habitadas.
| Gráfica de evolución demográfica de Tecominoacán entre 1900 y 2020 |
|                                                                    |
| INEGI.                                                             |